# جائزة إمباير لأفضل قادم جديد
جائزة إمباير لأفضل قادم جديد هي إحدى جوائز إمباير يتم تقديمها بشكل سنوي من قبل مجلة الأفلام البريطانية إمباير انطلقت للمرة الأولى في سنة 2012 وكان الممثل الإنجليزي توم هيدليستون أول فائز بهذه الجائزة.

## الفائزون
- جون بويغا (2016)
- تارون إيجرتون (2015)
- أيدان تورنر (2014)
- توم هولاند (2013)
- توم هيدليستون (2012)